# آرامستان ارامنه سرنق
گورستان ارامنه سرنق در شهرستان سلماس، بخش مرکزی، دهستان زولاچای، روستای سرنق واقع شده و این اثر در تاریخ ۱۷ اسفند ۱۳۸۱ با شمارهٔ ثبت ۷۵۳۱ به‌عنوان یکی از آثار ملی ایران به ثبت رسیده‌است.
این گورستان در روستای سرنق سلماس واقع شده‌است و قدمت آن به دورهٔ قاجاریه می‌رسد. در داخل محوطه آن حدود ۱۷۰ سنگ قبر وجود دارد که شامل قبرهای ساده و سنگ‌هایی با تاریخ‌های ۱۸۸۸، ۱۸۹۷، ۱۹۰۵ و ۱۹۰۷ است. همچنین بر روی برخی از این سنگ‌ها، که جنس عمدهٔ آنها بازالت آتشفشان است، نقوش حجاری شده مانند جام، چنگ، صلیب و … مشاهده می‌شود. در داخل این قبرستان نیز قوچی از سنگ سفید که شکسته شده و نمونه‌هایی از سنگ آسیاب مشاهده شده‌است.